# Ferminia cerverai
Lo scricciolo di Zapata (Ferminia cerverai Barbour, 1926) è un uccello della famiglia dei Trogloditidi originario di Cuba. È l'unica specie nota del genere Ferminia Barbour, 1926..

## Descrizione
Lo scricciolo di Zapata misura circa 16 cm di lunghezza; ha il piumaggio quasi completamente marrone, segnato da strisce nere sulle regioni superiori, e le regioni inferiori di colore grigiastro. La coda è lunga.
Il suo canto è simile a quello dello scricciolo delle case, in quanto è acuto ed elevato; è stato descritto come un «fischio musicale preceduto da una note gutturale, emesso in serie di tre o quattro frasi».

## Distribuzione e habitat
Lo scricciolo di Zapata è endemico della omonima palude, posta nelle regioni meridionali di Cuba.
L'habitat dello scricciolo di Zapata è costituito generalmente dalle paludi di acqua dolce e dalle savane di pianura con macchie sparse e alberi bassi.
È stato descritto per la prima volta dal naturalista americano Thomas Barbour, che le dette il nome scientifico cerverai in onore del suo scopritore, Fermín Zanón Cervera, uno spagnolo rimasto a Cuba dopo il termine della guerra ispano-americana e divenuto naturalista di professione. Cervera aveva accompagnato Barbour durante alcune precedenti visite a Cuba, e quando quest'ultimo udì voci riguardanti la presenza di strani uccelli nell'area di Zapata inviò lo spagnolo a effettuare una serie di viaggi nella regione; fu proprio nel corso di uno di questi viaggi che venne scoperto lo scricciolo.

## Biologia
Si nutre di insetti, ragni, piccole chiocciole, lucertole e bacche. Di solito costruisce il nido tra i cespi di falasco. Si ritiene che nidifichi tra gennaio e luglio.

## Conservazione
La IUCN Red List classifica F. cerverai come specie in pericolo di estinzione (Endangered).
Le principali minacce per lo scricciolo di Zapata sono gli incendi che scoppiano durante la stagione secca, la bonifica delle zone umide, la distruzione dell'habitat dovuta alle pratiche agricole e la predazione da parte delle manguste e dei ratti introdotti dall'uomo. La popolazione viene stimata sui 600-1700 esemplari.